# Symposiachrus trivirgatus

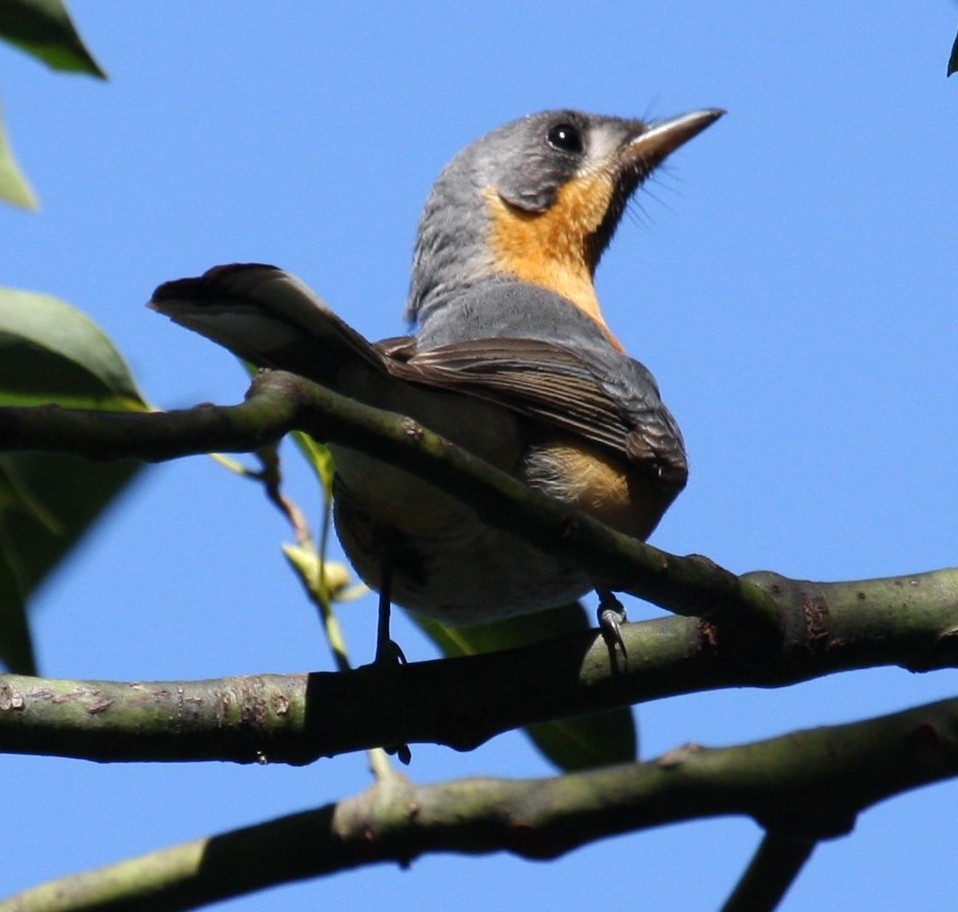
Ejemplar juvenil en Dayboro, SE Queensland, Australia.

El monarca de anteojos (Symposiachrus trivirgatus) es una especie de ave paseriforme de la familia Monarchidae que habita en la Wallacea y Australasia.

## Distribución y hábitat
Se encuentra en el este de Australia, el sur de Nueva Guinea, las islas menores de la Sonda y las Molucas meridionales.  Sus hábitats naturales son las selvas húmedas y los manglares tropicales y subtropicales.

## Taxonomía
En la actualidad la especie se ubica generalizadamente en el género Symposiachrus.  A veces la subespecie S. t. bimaculatus se separa como una especie propia  Symposiachrus bimaculatus.